# 48:13
48:13 — пятый студийный альбом британской рок-группы Kasabian, выпуск которого состоялся 9 июня 2014 года.

## Об альбоме
Продюсер альбома, автор музыки и текстов — гитарист группы Серджо Пиццорно. Продолжительность в 48 минут и 13 секунд и есть название альбома. В Германии альбом 48:13 вышел 6 июня 2014 года, позже — 9 июня — в Британии. Первым анонсированным треком альбома был сингл «Eez-eh», выпущенный 29 апреля 2014 года, куда также была добавлена композиция «Beanz».

### Анонс альбома
13 ноября 2013 года группа загрузила на свой официальный канал в YouTube тизер альбома, над которым работал Серджо в студии последние шесть месяцев. В интервью QRO Magazine банда заявила о том, что он же будет продюсировать альбом. Пиццорно также был продюсером прошлого альбома группы — Velociraptor!, который был выпущен в 2011 году.

### Продюсирование
4 апреля 2014 года Том и Серджо появились в Ист-Лондоне, одетые в белые комбинезоны. На стене художника и дизайнера-модельера Айтора Трупа, который работал над обложкой прошлого альбома группы — Velociraptor! — и над клипом Switchblade Smiles, ими было нарисовано «48:13» на розовом фоне. 28 апреля 2014 года группа анонсировала альбом, после чего стало ясно, что их зарисовка относится к новому альбому и отображает его стиль.
11 июня 2014 года Пиццорно в гостях у Пита Дональдсона на Absolute Radio отыграл композиции «Stevie» и «Treat».
В поддержку своего альбома Kasabian появятся на фестивалях в Европе и Японии. Группа стала хедлайнером на фестивале Гластонбери 29 июня 2014 года.

## Список композиций
Слова и музыка всех песен — Серджо Пиццорно.
| №                   | Название            | Длительность |
| ------------------- | ------------------- | ------------ |
| 1.                  | «(Shiva)»           | 1:07         |
| 2.                  | «Bumblebeee»        | 4:01         |
| 3.                  | «Stevie»            | 4:45         |
| 4.                  | «(Mortis)»          | 0:48         |
| 5.                  | «Doomsday»          | 3:40         |
| 6.                  | «Treat»             | 6:53         |
| 7.                  | «Glass»             | 4:48         |
| 8.                  | «Explodes»          | 4:18         |
| 9.                  | «(Levitation)»      | 1:19         |
| 10.                 | «Clouds»            | 4:45         |
| 11.                 | «Eez-eh»            | 3:00         |
| 12.                 | «Bow»               | 4:27         |
| 13.                 | «S.P.S»             | 4:22         |
| Общая длительность: | Общая длительность: | 48:13        |

| №   | Название   | Длительность |
| --- | ---------- | ------------ |
| 14. | «Beanz»    | 4:40         |
| 15. | «Gelfling» | 1:06         |

## Участники
| Kasabian - Том Мейган — вокалист и фронтмен группы - Серджо Пиццорно — гитара, клавиши и электроника, вокал - Крис Эдвардс — басист - Иэн Мэтьюз — ударник Тех. персонал - Серджо Пиццорно — продюсирование - Марк Стент — микширование - Стив МакЛолин — тех. поддержка - Майк Марш — мастеринг | Приглашённые музыканты - Тим Картер — гитара, создание, программирование доп. барабанов - Вилф Диллон — латинский текст («(Mortis)») - Бен Кили — пианино «Wurlitzer» («Treat»), пианино («Clouds») - Гэри Алесбрук — труба («Stevie», «Treat» и «S.P.S.») - Тревор Мирес — тромбон («Stevie», «Treat» и «S.P.S.») - Эндрю Кинсма — саксофон («Stevie», «Treat» и «S.P.S.») - Сули Брэйкс — доп. вокал («Glass») - London Metropolitan Orchestra |